# BreadTube
BreadTube, o LeftTube, è un gruppo informale di creatori di contenuti online che creano contenuti video, spesso video saggi e livestream d'ispirazione socialista, comunista, anarchica e altre prospettive di sinistra. I creatori di contenuti di BreadTube solitamente pubblicano video su YouTube che vengono discussi su altre piattaforme online, come Reddit. Molti creatori di contenuti di BreadTube trasmettono in live streaming su Twitch.
È noto che i creatori di BreadTube partecipino a una forma di "dirottamento dell'algoritmo". Essi scelgono di concentrarsi sugli stessi argomenti discussi da creatori di contenuti di destra: ciò consente ai loro video di essere consigliati allo stesso pubblico che consuma video di destra o di estrema destra, esponendo così un pubblico più ampio alle loro prospettive. Molti creatori di contenuti di BreadTube sono finanziati attraverso il crowdfunding, e i canali spesso fungono da introduzioni alla politica di sinistra per i giovani.

## Origine
Il termine BreadTube deriva dal saggio La conquista del pane di Pëtr Alekseevič Kropotkin, che spiega come raggiungere l'anarco-comunismo e il funzionamento di una società anarco-comunista.
Il fenomeno BreadTube in sé non ha un'origine chiara, sebbene molti canali BreadTube siano iniziati nel tentativo di combattere gli anti-social justice warrior e i contenuti dell'alt-right che hanno preso piede a metà degli anni 2010. Entro il 2018 questi singoli canali avevano formato una comunità interconnessa. Due dei primi BreadTuber importanti sono stati Lindsay Ellis, che ha lasciato Channel Awesome nel 2015 per avviare il proprio canale in risposta alla controversia su Gamergate, e Natalie Wynn, che ha avviato il suo canale ContraPoints nel 2016 in risposta al dominio online dell'alt-right al tempo. Secondo la Wynn le origini di BreadTube, dell'alt-right, della manosphere e degli incels possono essere ricondotte al nuovo ateismo.

## Formato
I video di BreadTube spesso hanno un alto valore di produzione, incorporano elementi teatrali e durano più a lungo dei tipici video di YouTube. Molti sono risposte dirette a punti di discussione di destra. Mentre creatori di contenuti di destra sono spesso antagonisti nei confronti dei loro oppositori politici, i BreadTuber cercano di analizzare e comprendere le argomentazioni dei loro oppositori, spesso impiegando sovversione, umorismo e "seduzione". Molti mirano a fare appello a un vasto pubblico, raggiungendo persone che non hanno ancora punti di vista di sinistra invece di "predicare al coro". Spesso i video non terminano con una conclusione solida, e incoraggiano invece gli spettatori a trarre le proprie conclusioni dal materiale di riferimento. Poiché i canali BreadTube citano spesso testi di sinistra e socialisti per confermare le loro argomentazioni, possono introdurre i loro spettatori al pensiero di sinistra.

## Canali degni di nota
I contenuti di BreadTube sono in inglese e la maggior parte dei BreadTuber proviene dagli Stati Uniti o dal Regno Unito. Il termine è informale e spesso controverso, poiché non ci sono criteri concordati per l'inclusione. Secondo The New Republic, nel 2019 le cinque persone più comunemente citate come esempi sono ContraPoints, Lindsay Ellis, Hbomberguy, Philosophy Tube e Shaun, mentre Kat Blaque e Anita Sarkeesian vengono citate come influenze significative. Anche Ian Danskin (aka Innuendo Studios), Hasan Piker, Vaush, e Destiny sono stati descritti come parte di BreadTube, anche se molti di loro hanno rifiutato l'etichetta.

## Finanziamento
Molti BreadTuber sono finanziati principalmente da donazioni mensili su Patreon e rifiutano entrate da pubblicità e sponsorizzazioni. Poiché non dipendono da tale reddito, i BreadTuber hanno più libertà di produrre contenuti critici.

## Accoglienza
Secondo The Conversation, a partire dal 2021 i creatori di contenuti di BreadTube "ricevono decine di milioni di visualizzazioni al mese e sono stati sempre più citati nei media e nel mondo accademico come un caso di studio sulla deradicalizzazione". Secondo The Independent "i commentatori (di BreadTube) hanno cercato, con successo, di intervenire nella narrativa del reclutamento di destra, sollevando gli spettatori dalla tana del coniglio o, almeno, spostandoli in una nuova".